# Somanés
Somanés ist ein spanischer Ort im Pyrenäenvorland in der Provinz Huesca der Autonomen Gemeinschaft Aragonien. Somanés gehört seit 1969 zur Gemeinde Santa Cilia.  